# Radiotehnika y101
Усилитель Radiotehnika y-101 выпускался с 1983 года заводом Radiotehnika RRR
Предназначен для высококачественного усиления сигналов ЗЧ от электропроигрывающих устройств, магнитофонов, тюнеров, звуковых карт компьютеров и других источников.Усилитель имеет электронный коммутатор входов, раздельные по каналам электронные индикаторы выходной мощности, устройство для защиты выходных каскадов при КЗ в нагрузке; предусмотрена и защита громкоговорителей от возможного попадания на них постоянной составляющей напряжения при неисправностях усилителя, а также защита транзисторов выходного каскада от перегрева.Оптимальные условия работы усилителя и достижение максимальных качественных показателей обеспечиваются при совместной работе с блоками комплекса Радиотехника 101-стерео.

## Технические характеристики
- Диапазон воспроизводимых частот: 20 — 20000 Гц
- Номинальная выходная мощность: 20 Вт- 4 Ом
- Коэффициент гармоник на частотах 40-16000 Гц: 0,3 %
- Номинальная потребляемая мощность с сети: 80 Вт
- Размеры усилителя : 430х375х90 мм.
- Масса: 9 кг